# Șomoștelnic, Mureș
Șomoștelnic este un sat în comuna Mica din județul Mureș, Transilvania, România.
Accesul în sat se face prin drumul comunal DC 83 care pornește din drumul național DN 15 la intersecția către Valea Izvoarelor situat la o distanță de 6 kilometrii făță de această localitate și la 7,5 km față de intersecția cu drumul național. În Șomoștelnic se găsește Biserica Ortodoxă cu Hramul Sfinții Arhangheli Mihail și Gavriil, Școala Generală cu clasele I-IV, Cămin Cultural și două localuri.

## Istoric
Prima atestare documentară a satului este din anul 1438.

## Populație
Conform Recensământului din anul 2022 populația localității era de 248 locuitori. Etnia localnicilor este formată în majoritate de români. 

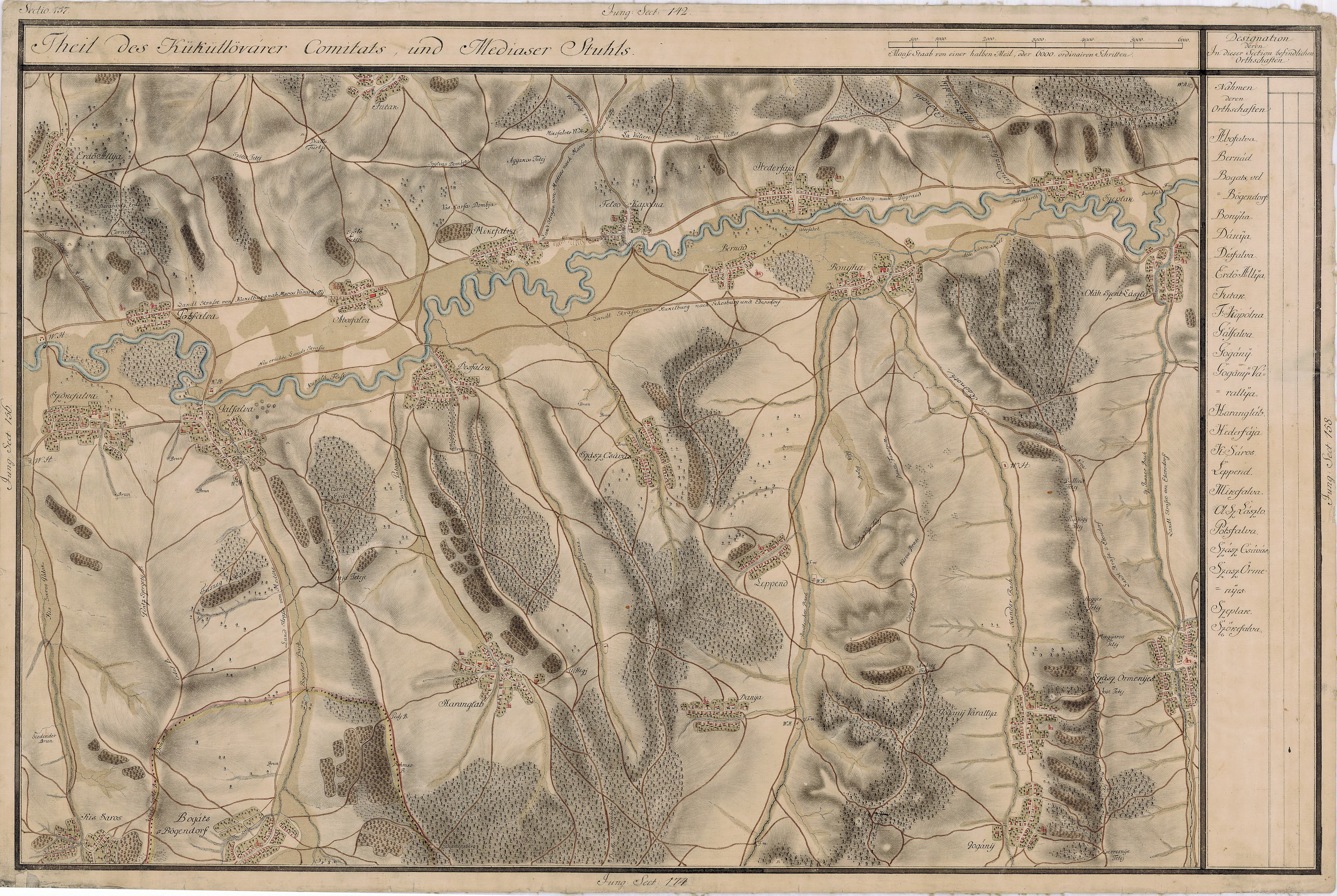
Șomoștelnic în Harta Iosefină a Transilvaniei, 1769-73

## Personalități
- Vasile Cristea (1906-2000), episcop greco-catolic

1. ↑  Coriolan Suciu (1968). „Dicționar istoric al localităților din Transilvania (literele O-Z)” (PDF). Accesat în 14 martie 2024.